# John Carteret, 2. hrabě Granville
John Carteret, 2. hrabě Granville (John Carteret, 2nd Earl of Granville, 1st Viscount Carteret, 2nd Baron Carteret, 3rd Baronet Carteret of Metesches) (22. dubna 1690, Londýn, Anglie – 2. ledna 1763, Bath, Anglie) byl britský státník a diplomat. Patřil k whigům a od mládí byl členem Sněmovny lordů. Během své dlouholeté kariéry byl ministrem vnitra (1721–1724), místokrálem v Irsku (1724–1730), ministrem zahraničí (1742–1744) a prezidentem Tajné rady (1751–1763). Po matce zdědil titul hrabat Granville (1744) a byl rytířem Podvazkového řádu. Proslul jako vzdělanec a mecenáš umění, díky svému obdivu k německé kultuře a loajální podporou hannoverské dynastie byl často kritizován z upřednostňování zájmů králů Jiřího I. a Jiřího II. v Hannoversku před prioritami zahraniční politiky britského impéria.

## Kariéra
Pocházel ze starobylé šlechtické rodiny, která se dlouhodobě uplatňovala ve správě ostrovů mezi Anglií a Francií (Jersey), narodil se jako jediný syn George Cartereta, 1. barona Cartereta (1667–1695), po matce byl spřízněn s rodem Granville, po němž později zdědil hraběcí titul. V pěti letech po otci zdědil titul barona, studoval ve Westminsteru a Oxfordu, vynikl jako znalec antické literatury a ovládal několik jazyků. Po dosažení zletilosti vstoupil do Sněmovny lordů (1711) a i když jeho rodina inklinovala ke Stuartovcům a jakobitismu, zařadil se mezi přední stoupence whigů a hannoverské dynastie. Od roku 1714 byl lordem komořím Jiřího I. a zastával úřad lorda-místodržitele v Devonu (1716–1721). V letech 1719–1720 byl mimořádným vyslancem ve Švédsku a během této diplomatické mise získal značné znalosti o diplomatické situaci v Evropě, po návratu byl jmenován členem Tajné rady (1720).
V letech 1721–1724 byl státním sekretářem vnitra (Secretary of State for the Southern Department) a stal se blízkým spolupracovníkem Jiřího I. Vynikl jako politik a organizátor státní správy, díky tomu se dostal do sporu s premiérem Walpolem, který mezi svými podřízenými těžce snášel mimořádně schopné osobnosti. Z funkce ministra vnitra odstoupil na jaře 1724. Mezi důvody jeho nucené abdikace byla mimo jiné výborná znalost němčiny a byl tak jediným členem vlády, který dokázal mluvit s Jiřím I. jeho rodnou řečí. Neschopnost porozumět rozhovorům mezi Carteretem a panovníkem byla nepohodlná premiéru Walpolovi. V květnu 1724 byl Carteret odeslán do Dublinu do méně významné funkce irského místokrále a setrval zde šest let (1724–1730). Zúročil zde své diplomatické schopnosti a dokázal uvést do rovnováhy prosazování zájmů britské koruny a Irů. Z Londýna byl však s nedůvěrou sledován, zda dokáže spojit služební povinnosti se svými soukromými zájmy, protože jako znalec a obdivovatel irské kultury se věnoval řadě aktivit mimo politiku.
Spolu s jinými oponenty premiéra Walpola byl z Irska odvolán v červnu 1730 a dalších dvanáct let strávil v opozici (na postu irského místokrále jej nahradil vévoda z Dorsetu). Až po Walpolově pádu se znovu zařadil mezi přední osobnosti britské domácí a zahraniční politiky v době probíhající války o rakouské dědictví. Zatímco Walpole na počátku války omezil podporu Marie Terezie na finanční dotace, Carteret jako nově jmenovaný ministr zahraničí (Secretary of State for the Northern Department) (1742–1744) prosadil přímou britskou vojenskou účast a Jiřího II. doprovázel v bitvě u Dettingenu (1743). Po matce zdědil titul hrabat Granville (1744) a v roce 1749 obdržel Podvazkový řád. Mezitím v roce 1746 učinil Jiří II. pokus jmenovat jej předsedou vlády, což ale ztroskotalo na nedostatečné podpoře v parlamentu a silné pozici bratrů Pelhamů (vévoda z Newcastle a Henry Pelham). Carteret byl nominálně premiérem pouhých 48 hodin. Později se stal prezidentem Tajné rady (1751–1763), v této funkci měl spíše jen poradní hlas, skutečný vliv na politické záležitosti ale ztratil. Ve Sněmovně lordů a ve vládě se nadále věnoval zahraniční politice a patřil k odpůrcům sedmileté války. Měl podíl na mírových jednáních v závěru sedmileté války, ještě před jejím koncem zemřel a byl pohřben ve Westminsterském opatství. Uvolněný post prezidenta Tajné rady převzal vévoda z Bedfordu.

## Rodinné a majetkové poměry

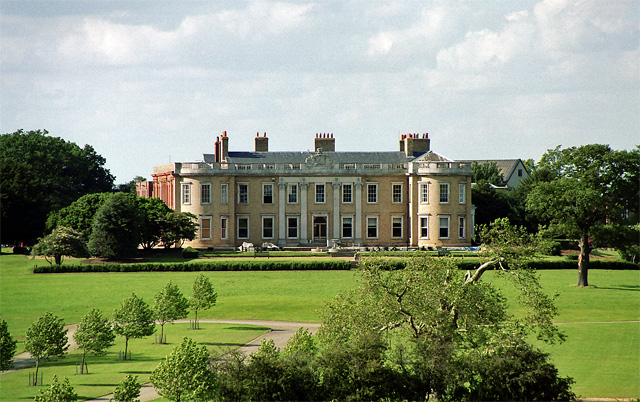
Zámek Haynes Park (Bedfordshire)

Poprvé se oženil v roce 1710 s Frances Worsley (1693–1743) ze starobylé šlechtické rodiny, jeho druhou manželkou byla od roku 1744 Sophia Fermor (1721–1745), dcera nejvyššího štolby 1. hraběte z Pomfretu, která zemřela krátce po porodu dcery. Z obou manželství pocházelo celkem sedm dětí, jediný syn Robert Carteret, 3. hrabě Granville (1721–1776), byl krátce členem Dolní sněmovny (1744–1747) a po otci zdědil rodové tituly, ve veřejném životě se ale jinak neangažoval. Dcery z prvního manželství se provdaly do šlechtických rodin Thynne nebo Spencer, nejmladší dcera Frances Carteret (1718–1788) byla manželkou ministra pro Skotsko 4. markýze z Tweeddale. Z druhého manželství pocházela jediná dcera Sophia (1745–1771), manželka pozdějšího premiéra 1. markýze z Lansdowne.
Johnův strýc Edward Carteret (1671–1739) byl za stranu whigů dlouholetým členem Dolní sněmovny, v politice se sice příliš neangažoval, ale v letech 1720–1739 zastával funkci generálního poštmistra.
Rodovým sídlem byl zámek Haynes Park v hrabství Bedfordshire postavený kolem roku 1725. Dědictvím později přešel na spřízněný rod Thynne.

## Geografické odkazy
Po svých předcích zdědil rozsáhlé pozemky v severní Americe a na jeho počest byly pojmenovány dvě správní oblasti v Severní Karolíně, Carteret County (1722) a Granville County (1746). Po vyhlášení nezávislosti USA byla jeho dědicům za ztracená území vyplacena finanční náhrada. Jeho jméno nese městečko Granville ve státě Massachusetts. Byla po něm pojmenována také ulice Granville Street v kanadském Vancouveru a název se později přenesl i na mrakodrap Granville Square.